# Flourensia pringlei
Flourensia pringlei là một loài thực vật có hoa trong họ Cúc. Loài này được (A.Gray) S.F.Blake mô tả khoa học đầu tiên năm 1913.